# Ernest Valentine Amy
Ernest Valentine Amy (1892- després de 1960) fou un radiotècnic nord-americà, nascut a Nova York, graduat a Columbia (1917), col·laborador de la New York Edison Company, la Radio Corporation of America i, en qualitat d'enginyer assessor, d'altres empreses, inventor dels blocs insonoritzants, dispositius antiparasitaris, i co-inventor dels sistemes d'antena receptora.
El 1920 va dirigir la instal·lació en el transatlàntic Amèrica del primer radi-telèfon de dos canals.